# Hippuris
Hippuris,és un gènere de plantes amb flors, anteriorment era l'únic gènere de la família Hippuridaceae. Actualment dins la família Plantaginaceae. Són plantes aquàtiques d'aigua dolça. No s'han de confondre amb la cua de cavall (equisetum)
Als Països Catalans l'única espècie autòctona d'aquest gènere és Hippuris vulgaris.
Inclou d'una a tres espècies. Alguns botànics només accepten la primera espècie de la llista:
- Hippuris vulgaris
  - Hippuris montana
  - Hippuris tetraphylla